# Max Heinzelmann
Maximilian „Max“ Heinzelmann (* 2. Juli 1990; † 31. Mai 2017) war ein professioneller deutscher Pokerspieler.

## Pokerkarriere
Heinzelmann stammte aus Heubach und schloss dort 2007 die Realschule mit dem Erwerb der mittleren Reife ab. Er spielte online unter dem Nickname HotKarlMC.
Seine erste Geldplatzierung bei einem Live-Turnier erzielte er im Oktober 2009 beim Main Events der European Poker Tour (EPT) in London. Im April 2011 erreichte Heinzelmann zweimal den Finaltisch des EPT-Main-Events und beendete die Turniere in Berlin und Sanremo jeweils auf dem zweiten Platz. Dabei sicherte er sich Preisgelder von insgesamt 1,1 Millionen Euro. Im Juli 2011 war er erstmals bei der World Series of Poker (WSOP) im Rio All-Suite Hotel and Casino am Las Vegas Strip erfolgreich und belegte im Main Event den mit rund 55.000 US-Dollar dotierten 151. Platz. Bei der WSOP 2013 kam der Deutsche zweimal auf die bezahlten Ränge. Seine letzte Geldplatzierung erzielte er Ende März 2014 bei der EPT in Wien.
Insgesamt erspielte sich Heinzelmann mit Poker bei Live-Turnieren knapp 2 Millionen US-Dollar. 2014 gab er öffentlich an, bei mehreren Gläubigern insgesamt über 100.000 US-Dollar Schulden zu haben.
Am 31. Mai 2017 starb Heinzelmann im Alter von 26 Jahren. Die Urnenbeisetzung fand am 9. Juni 2017 auf dem Friedhof Heubach statt.